# Hugo Vávra
Hugo Vávra (30. března 1901 Březové Hory – 18. prosince 1942 Věznice Plötzensee) byl novinář, sociální demokrat a odbojář z období druhé světové války popravený nacisty.

## Život
Hugo Vávra se narodil 30. března 1901 v Březových Horách, dnešní čtvrti Příbrami. Ve stejném městě vystudoval gymnázium a začátkem dvacátých let začal působit v sociálně demokratickém tisku. Stal se redaktorem Práva lidu zaměřeným na vojenskou a brannou problematiku. Po vzniku Druhé republiky pokračoval na postu redaktora Národní práce. Brzy po německé okupaci v březnu 1939 několik měsíců vyšetřován gestapem kvůli předchozím stykům se zpravodajským oddělením československého generálního štábu. Po jeho ukončení se zapojil do protinacistického odboje jako člen skupiny Jiřího Sedmíka zabývající se především politickým zpravodajstvím. Za svou činnost byl zatčen gestapem v dubnu 1940. Dne 11. června 1942 byl lidovým soudním dvorem odsouzen k trestu smrti a 18. prosince 1942 byl popraven gilotinou. Ve stejný den a na stejném místě byl popraven i Jiří Sedmík.